# Dinumma inangulata
Dinumma inangulata är en fjärilsart som beskrevs av George Francis Hampson 1902. Dinumma inangulata ingår i släktet Dinumma och familjen nattflyn. Inga underarter finns listade i Catalogue of Life.